# 4605 Нікітін
4605 Нікі́тін (4605 Nikitin) — астероїд головного поясу, відкритий 18 вересня 1987 року.
Тіссеранів параметр щодо Юпітера — 3,628.